# Изполица
Изполицата е договор (и произтичаща форма на заетост), с който се отдава под наем земеделска земя, като наемателят (изполичарят) се задължава да дели реколтата (плодовете) с наемодателя.
Наемодателят поема задължението да предостави земята и семената, а изполичарят – да обработи земята, да я засее, да прибере реколтата. Изполичарят не може да преотдаде наетата земя. Договорът се прекратява в края на текущата земеделска година.